# Ribben
Ribben är en utdöd svensk adelssläkt, adlad 1776 under nummer 2086 och utdöd 1811, vilken hade gemensamt ursprung med den ännu levande adelsätten Riben med nummer 1476, vilken har en snarlik vapensköld.
Mattias Ribe, son till Carl Fredrik Ribe, var livdrabant och löjtnant i armén. Ribben var i tjänst vid Gustav IIIs revolution den 19 augusti 1772, och belönades av kungen med att bli riddare och han förlänades Hummelmora säteri i samband med att han adlades 1776 under nummer 2086, tillsammans med sina kusiner Evald och Carl Ribe.
Kusinen Evald Ribben fick två söner vilka dog före fadern. Två döttrar, Sara Johanna Ribben och Sofia Augusta Ribben giftes in i ätten Posse af Säby medan dottern Margareta Elisabet gifte sig Leijonmarck.
Den yngre kusinen Carl Ribben dog barnlös 1807 i Stockholm.
Mattias Ribben tog avsked ur armen 1793, och avled 1811. Då hade alla manliga medlemmar i ätten avlidit, inklusive hans son son Charles Alexander som dog vid ett års ålder, varför ätten Ribben utslocknade.